# Rock megye (Wisconsin)
Rock megye az Amerikai Egyesült Államokban, azon belül Wisconsin államban található. Megyeszékhelye és legnagyobb városa Janesville. Lakosainak száma 163 687 fő (2020. április 1.). Rock megye Dane, Green, Jefferson, Walworth, Boone és Winnebago megyékkel határos.

## Népesség
A megye népességének változása:
| Lakosok száma | 160 238 | 160 026 | 160 311 | 160 739 | 161 448 | 161 769 | 163 354 | 163 687 |
|               | 2010    | 2011    | 2012    | 2013    | 2015    | 2018    | 2019    | 2020    |